# Gefängnis (1949)
Gefängnis (Originaltitel: Fängelse) ist ein in Schwarzweiß gedrehtes schwedisches Filmdrama von Ingmar Bergman aus dem Jahr 1949.

## Handlung
Der aus der Nervenheilanstalt entlassene Mathematikprofessor Paul besucht einen seiner einstigen Schüler, den Filmregisseur Martin, und schlägt ihm einen Stoff für einen Film vor. Die Ausgangssituation ist, dass Gott tot oder abwesend ist und der Teufel über die Erde regiert, die die wahre Hölle darstellt. Später erzählt Martin einem befreundeten Ehepaar, Thomas und Sofi, von der Idee des Professors. Thomas, ein erfolgloser Schriftsteller, ist überzeugt, den Protagonisten für einen solchen Film zu haben, und liest Martin aus einem unvollendeten Artikel vor, den er über die 17-jährige Prostituierte Birgitta Carolina verfasste. Diese wohnt mit ihrer Schwester Linnéa und ihrem Verlobten Peter zusammen, Peter verschafft ihr die Kunden.
Sechs Monate später: Birgitta Carolina bricht auf der Treppe ihres Wohnhauses zusammen, sie ist schwanger von ihrem Verlobten. Nach der heimlichen Geburt in der Wohnung können Peter und Linnéa das leicht beeinflussbare Mädchen überzeugen, dass es das Beste sei, das Kind „loszuwerden“. Währenddessen besuchen Thomas und Sofia Martin am Filmset. Unter vier Augen erzählt Sofi Martin, dass ihre Ehe in einer Krise stecke. Später kommt es zu einer Auseinandersetzung in der Wohnung des Ehepaars, in deren Verlauf Sofi Thomas mit einer Flasche niederschlägt. Nach dem Erwachen ist Thomas überzeugt, er habe Sofi im Laufe des Streits getötet, und zeigt sich selbst auf der Wache an. Dort befindet sich auch Birgitta Carolina, die von der Polizei wegen Verdachts auf Prostitution vernommen wird. Ihr Verlobter kann den Verdacht abwenden. Auf der Straße begegnet Birgitta Carolina Thomas und überredet ihn, mit ihr vor Peter zu flüchten. Die beiden kommen in einer Pension unter, in der Thomas in jungen Jahren wohnte, und verleben eine kurze, zwischen Glück und Verzweiflung schwankende Zeit miteinander. In einem Traum sieht Birgitta Carolina, wie Linnéa und Peter ihr Kind töten.
Die Polizei hat den Leichnam eines Neugeborenen gefunden. Peter fürchtet, dass seine Verlobte, wenn sie allein von den Beamten aufgegriffen wird, ihn verraten könnte. Er sucht Sofi auf und verlangt, dass sie Thomas zur Beendigung seiner Beziehung zu dem Mädchen überredet. Birgitta Carolina kehrt jedoch aus eigenem Antrieb zu Peter und Linnéa zurück. Nach einer Misshandlung durch einen Freier flüchtet sie in den Keller des Hauses, wo sie Selbstmord begeht und einen langsamen Tod stirbt. Peter findet die Tote und trägt sie erschüttert die Stufen des Hauses hinauf. Thomas kehrt zu Sofi zurück; ob sie wieder zusammenkommen werden, bleibt offen.
Paul sucht Martin am Filmset auf und fragt, ob er seine Idee verfilmen wolle. Martin verneint, weil man die Frage nach seinem, Birgitta Carolinas und jedes anderen Menschen Schicksal nur an Gott richten könne; wenn es keinen Gott mehr gebe, gebe es auch niemanden, an den man diese Frage richten könne.

## Hintergrund

### Produktion und Filmstart
Gefängnis basierte auf einer Erzählung Bergmans mit dem Titel Sann berättelse (dt. Wahre Geschichte), den Produzent Lorens Marmstedt zu Gefängnis ändern ließ. Gedreht wurde zwischen dem 16. November 1948 und 4. März 1949 in den Sandrew-Ateliers und an Originalschauplätzen in Stockholm. Die schwedische Zensurbehörde beanstandete die Szene mit Birgitta Carolinas Selbstmord und entfernte aus dieser 10 Meter (ca. 20 Sekunden). Der Film startete am 19. März 1949 in den schwedischen und am 8. Dezember 1961 in den deutschen Kinos.
Der Film war ein finanzieller Misserfolg und beendete Bergmans Zusammenarbeit mit Marmstedts Produktionsfirma Terrafilm.

### Stilmittel
Die Namen der Darsteller und der Mitglieder des Filmstabs werden nicht auf Texttafeln in einem Vorspann gezeigt, sondern von einem Sprecher über Aufnahmen der Stockholmer Innenstadt verlesen. Orson Welles hatte dieses Verfahren bereits 1942 im Vorspann seines Films Der Glanz des Hauses Amberson angewandt.

### Position in Bergmans Werk
Gefängnis war der erste Film Bergmans, in dem er eine von ihm selbst verfasste Vorlage umsetzen konnte. Die Idee, das Medium Film visuell oder inhaltlich in einer Rahmenhandlung zu thematisieren, variierte Bergman später in Persona (1966) und Die Stunde des Wolfs (1968). Der von Thomas vorgeführte Slapstick-Stummfilm, der von Bergman selbst gedreht wurde, ist kurz im Prolog von Persona zu sehen.
In einer Szene des Originaldrehbuchs sollten sich die Muster einer Tapete in menschliche Gesichter verwandeln, diese wurde aber wegen technischer Schwierigkeiten und dem begrenzten Budget nicht realisiert. In Wie in einem Spiegel (1961) erwog Bergman die Verwendung dieser Idee erneut, doch auch hier wurde sie nicht umgesetzt.
Die von Birgitta Carolina gespielte „romantische Hure“ bezeichnete Bergman in einem Interview von 1969 als eine typische Figur der 1940er Jahre, und Gefängnis als einen Film „voller Absonderlichkeiten und Abschweifungen, Luftsprünge und Koketterien“. Weitere zehn Jahre später relativierte Bergman sein Urteil: „Es gibt hier eine cinematographische Munterkeit, die trotz meiner mangelnden Erfahrung einigermaßen kontrolliert ist.“ Zufrieden äußerte er sich vor allem über die Besetzung Hasse Ekman, Eva Henning und Doris Svedlund.

## Rezeption
Gefängnis wurde von der schwedischen Presse gemischt aufgenommen. Der Morgontidningen bezeichnete den Film als prätentiösen Unsinn, Aftontidningen nannte Bergman einen in hohem Maße begabten Regisseur, der sich an einem banalen Drehbuch versuche. Arbetaren und Stockholms-Tidningen sahen dagegen einen Meilenstein des schwedischen Kinos.
Das Lexikon des internationalen Films urteilte: „Mit bohrender Eindringlichkeit, oft schockierend in der krassen Ausmalung psychischen Leidens, meditiert Bergman über die Abwesenheit Gottes und demonstriert die Allmacht des Bösen in verschiedenen Inkarnationen. Ein philosophisches Planspiel in hoher dramatischer Verdichtung.“